# Kelly Jones (Musiker)

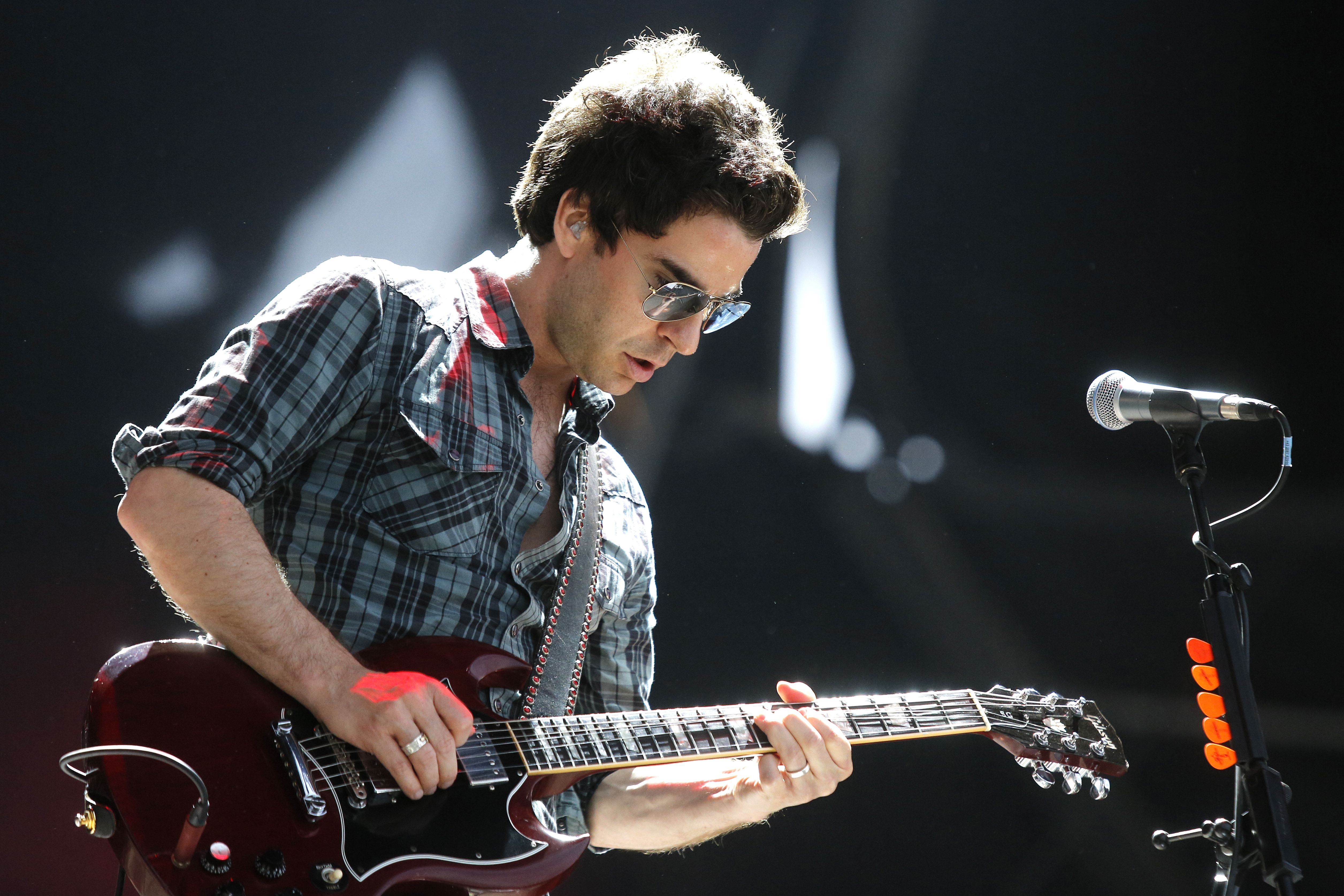
Kelly Jones beim Nova Rock-Festival 2013

Kelly Jones (* 3. Juni 1974 in Cwmaman, Wales) ist ein walisischer Musiker und Sänger. Bekannt wurde er als Leadsänger der Band Stereophonics, die er zusammen mit Richard Jones und Stuart Cable 1992 ins Leben rief. Er ist auch für die Mehrzahl der Texte der Band verantwortlich.
Gemeinsam mit den Stereophonics veröffentlichte Jones seit 1997 neun Alben, mit denen die Band zu einer der erfolgreichsten Rockbands Großbritanniens aufstieg. Im März 2007 erschien sein Soloalbum Only The Names Have Been Changed.
Jones hat eine Tochter.

## Diskografie

### Alben
| Jahr | Titel                                | Höchstplatzierung, Gesamtwochen, AuszeichnungChartsChartplatzierungen (Jahr, Titel, Platzierungen, Wochen, Auszeichnungen, Anmerkungen) | Anmerkungen |
| Jahr | Titel                                | UK | Anmerkungen |
| ---- | ------------------------------------ | --- | ----------- |
| 2020 | Don’t Let the Devil Take Another Day | UK8 (2 Wo.)UK |             |
| 2024 | Inevitable Incredible                | UK6 (1 Wo.)UK |             |

### Gastbeiträge
| Jahr | Titel Album          | Höchstplatzierung, Gesamtwochen, AuszeichnungChartsChartplatzierungen (Jahr, Titel, Album, Platzierungen, Wochen, Auszeichnungen, Anmerkungen) | Anmerkungen                |
| Jahr | Titel Album          | UK | Anmerkungen                |
| ---- | -------------------- | --- | -------------------------- |
| 2000 | The Clichés Are True | UK60 (2 Wo.)UK | Manchild feat. Kelly Jones |